# 磨牙症
磨牙症（bruxism）中國古代称齘齒，是表现为过度磨牙或上下頜紧咬的口腔异常活动。磨牙症是一种常见的行为；一项2013年的研究报告，患病率在普通人群中从8%到31%不等。有几种症状通常与磨牙症有关，包括牙齿过敏、下颌肌肉酸痛、头痛、牙齿磨损和牙齿修复体（例如牙冠和填充物）受损。初期普遍症状較轻，且絕大部分患者對病情一概不知，重症者的牙齒則會隨時間推移逐漸磨損，最後徹底消失。
有两种主要类型的磨牙症：一种发生在睡眠期间（夜间磨牙症）和一种发生在清醒时（清醒磨牙症）。两种类型的牙齿损伤可能相似，但睡眠磨牙症的症状往往在醒来时更严重，在白天改善，而清醒磨牙症的症状可能在刚刚醒来时不存在，然后在一天中恶化。磨牙症的原因尚不完全清楚，但可能涉及多种因素。清醒磨牙症在女性中更为常见，而男性和女性受睡眠磨牙症影响的比例相等。清醒磨牙症被认为与睡眠磨牙症有不同的病因。有几种治疗方法，尽管几乎没有证据表明任何特定疗法具有强大的疗效。

## 信号和症状
大多数患有磨牙症的人都没有意识到这个问题，要么是因为没有症状，要么是因为人们不认为这些症状与咬牙和磨牙的问题有关。睡眠磨牙症的症状通常在刚刚醒来时最强烈，然后慢慢减弱；主要在清醒时出现的磨牙习惯的症状往往会在一天中逐渐恶化，可能不会在醒来时出现。磨牙症可能会引起多种信号和症状，包括：

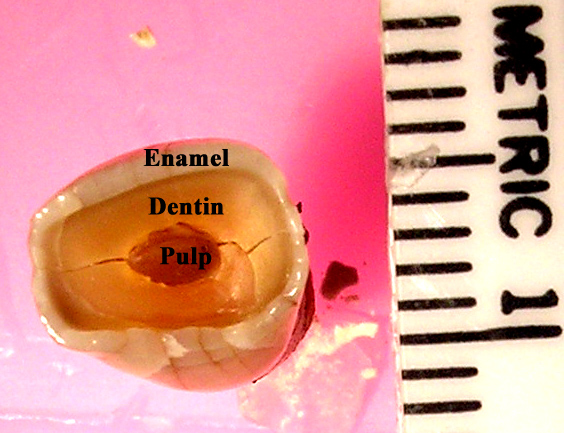
从前牙（前牙）的上方看，牙齿磨损严重，牙本质层（通常被牙釉质覆盖）暴露出来。通过覆盖的牙本质可以看到牙髓腔。牙髓会随着牙齿物质的流失而沉积第三级牙本质。多条断裂线也可见。

- 牙齿过度磨损[8]，会使咬合（咬合）表面变平，但也可能是其他类型的牙齿磨损，例如脱落，在牙龈线的牙齿颈部周围形成凹口[9]。
- 牙齿断裂[10]和牙齿修复（填充物、牙冠等）的反复失败[3]。
- 牙齿过敏[10]， （例如喝冷液体时牙痛）是由于牙髓周围牙本质和牙釉质绝缘层的厚度磨损而引起的。
- 牙齿的牙周韧带发炎，这可能会使它们在咬合时很痛，也可能有一定程度的牙齿松动[10]。
- 睡眠时发出的摩擦声或敲击声，有时会被睡在同一个屋子的人发现。这种噪音可能会出奇的响亮、令人不快，可能会吵醒熟睡的伴侣。噪音很少与清醒的磨牙症有关。[10]
- 可能与磨牙症一起发生的其他功能异常活动[10]：咬颊（可能表现为咬颊症和/或白线）[7][8]，和/或咬唇。
- 舌头上的烧灼感（见：舌痛）[10]，可能与共存的“舌刺”异常活动有关。
- 舌头上牙齿的凹痕（“圆齿舌”或“扇贝舌”）[8]。
- 咀嚼肌肥大（移动下巴的肌肉变大）[8]，特别是嚼肌[10][7][11]。
- 咀嚼肌肉的压痛、疼痛或疲劳[10]，在咀嚼或其他下颌运动时可能会变得更糟[7]。
- 牙关紧闭（张口受限）[10]。
- 颞下颌关节的疼痛或压痛[10]，可能表现为耳前疼痛（耳前），或涉及耳朵的疼痛（耳痛）[12]。
- 颞下颌关节发出滴答声[5]。
- 头痛，尤其是太阳穴疼痛，[5]由与颞肌相关的肌肉疼痛引起。

磨牙期产生的巨大力量会对咀嚼系统的组成部分产生不利影响，即牙齿、牙周组织以及下颌骨与颅骨（颞下颌关节）的连接。用于移动下巴的咀嚼肌肉也会受到影响，因为对它们进行了超出了正常功能的使用。

### 牙齿磨损
许多出版物将牙齿磨损列为磨牙症的后果，但有些报告称牙齿磨损和磨牙症之间缺乏正相关关系。由齿对齿接触引起的齿磨损称为磨耗。这是磨牙症中最常见的牙齿磨损类型，会影响牙齿的咬合面（咬合面）。磨损的确切位置和模式取决于磨牙是如何发生的，例如，当上下牙的尖牙和门齿通过内侧翼肌的作用横向移动时，会导致牙齿切缘的磨损。要磨门牙，大多数人需要将下颌骨向前倾，除非存在边到边的III级切缘关系。患有磨牙症的人也可能会磨掉他们的后牙（后牙），这会磨损咬合面的牙尖。一旦牙齿磨损穿过牙釉质层，暴露的牙本质层就会变得更柔软，更容易磨损和蛀牙。如果牙齿有足够的磨损或腐烂，牙齿将被有效削弱，并可能在磨牙时增加的力量下发生断裂。
内部碎裂是另一种牙齿磨损，被据推测会与磨牙症同时发生，尽管有些人仍然争论这种牙齿磨损是否是现实。有人说磨削空洞通常发生在牙齿的面侧，在颈部区域，时由牙齿在咬合力下弯曲引起的V形缺陷。有人认为，长期用力刷牙可能会引起类似的病变。然而，空洞是V形的事实并不表明损坏是由牙刷的磨损引起的，而且一些磨损空洞发生在牙龈线以下，即在无法受到牙刷磨损区域中，支持了这种牙齿磨损的机制的有效性。 据一些消息来源称，除了磨损之外，酸蚀还会协同促进一些磨牙时的牙齿磨损。

### 牙齿活动
认为咬合外伤（可能发生在磨牙期）是牙龈炎和牙周炎的致病因素的观点并未被广泛接受。有人认为，牙周韧带可能会通过吸收牙槽嵴的一些骨骼来响应增加的咬合（咬合）力，这可能导致牙齿活动度增加，但是如果咬合力降低，这些变化是可逆的。在咬合负荷期间发生的牙齿移动有时被称为震颤。人们普遍认为，增加咬合力能够加快原有牙周炎的进展，但主要的治疗方法是控制牙菌斑，而不是复杂的咬合调整。普遍认为，牙齿松动和病理性牙齿移位的常见原因是牙周病而不是磨牙症，虽然与磨牙症并发并不常见。

### 疼痛
大多数患有磨牙症的人不会感到疼痛。疼痛的存在或程度不一定与磨牙或咬牙的严重程度相关。磨牙症引起的咀嚼肌肉疼痛可以类似运动后的肌肉疼痛。疼痛可能会在下颌角（咬肌）或太阳穴（颞肌）中感觉到，并且可能被描述为头痛或下颌酸痛。大多数（但不是全部）磨牙症包括咬肌和颞肌群提供的咬合力；但一些人在磨牙时只咬合和磨削门牙，涉及咬肌和颞肌的动作很少。颞下颌关节本身也可能会感到疼痛，通常只在耳朵前方或耳朵内部感觉到疼痛。也可能会出现下颌关节的滴答声。施加在牙齿上的力大于牙周韧带的生物学设计的能力，因此可能会导致炎症。牙齿咬起来可能会变得酸痛，此外，牙齿磨损可能会降低保护牙髓的牙釉质和牙本质的绝缘宽度，并导致过敏，例如冷刺激。
磨牙症与颞下颌关节功能障碍（TMD或颞下颌疼痛功能障碍综合征）的关系存在争议。许多人认为睡眠磨牙症可能是 TMD 疼痛症状的诱因或促成因素。事实上，TMD 的症状与磨牙症的症状重叠。其他人认为 TMD 和磨牙症之间没有很强的关联。一项调查可能关系的系统评价得出结论，使用自我报告的磨牙症来判断磨牙症时，与TMD疼痛呈正相关，而当使用更严格的磨牙症诊断标准时，与TMD症状的关联要低得多。在严重的慢性病例中，磨牙症可导致肌筋膜疼痛症候群和颞下颌关节炎。

## 病因

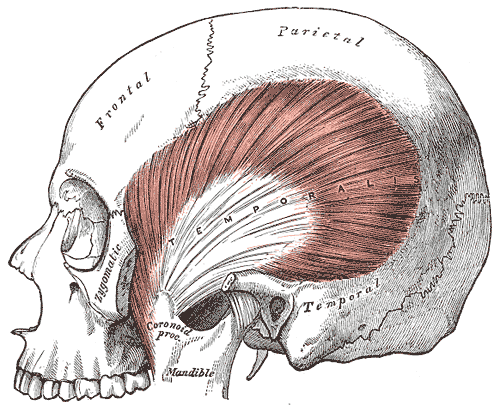
左侧颞肌

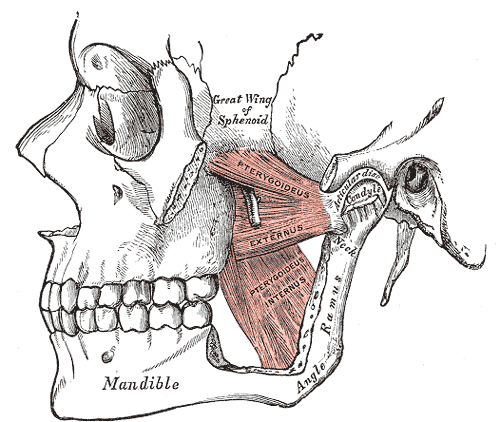
左侧翼内侧肌及其上方的左侧翼外侧肌，显示在下颌支的内侧表面，与颧弓的一部分一起被部分切除

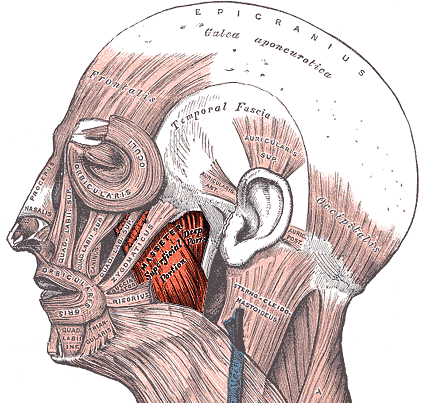
左侧咬肌（红色突出显示），部分被表面肌肉覆盖

咀嚼肌（颞肌、咬肌、内侧和外侧翼状肌）在两侧配对并共同移动下颌骨，下颌骨在颞下颌关节处与颅骨的双重关节铰接和滑动。一些肌肉用于抬高下颌骨（闭合嘴巴），其他肌肉也参与横向（左右）、前伸或后缩运动。咀嚼是一种复杂的神经肌肉活动，可以由潜意识过程或意识过程控制。在没有磨牙症或其他异常活动的个体中，在清醒期间，清醒除了说话、吞咽或咀嚼时，下巴通常处于静止状态，牙齿不接触。据估计，牙齿每天接触的时间不到 20 分钟，主要是在咀嚼和吞咽期间。通常在睡眠期间，随意肌由于生理性运动停顿而处于不活动状态，下巴通常是张开的。
一些磨牙症活动是有节奏的，咬合力脉冲为十分之一秒（像是在咀嚼），而有些磨牙症的咬合力脉冲更长，为1到30秒（咬牙）。有些人在没有明显横向运动的情况下咬牙。磨牙症也可以被视为一种肌肉重复性、无意识收缩的障碍。这通常涉及咬肌和颞肌的前部（大外侧肌肉咬紧），以及翼外肌，它们是相对较小的双侧肌肉，共同作用以进行侧向磨削。
磨牙症的原因在很大程度上是未知的，但普遍认为有多种可能的原因。磨牙症是一种异常活动，但它究竟代表潜意识习惯还是完全无意识存在争议。各种已确定的可能致病因素的相对重要性也存在争议。
觉醒磨牙症被认为通常是半意识的，通常与家庭责任或工作压力引起的紧张有关。一些研究者认为，在儿童中，磨牙症有时可能代表对耳痛或首次生长出牙齿的反应。清醒磨牙症通常涉及咬牙（有时使用术语“清醒咬牙”代替清醒磨牙症），但也可能磨牙，并且通常与其他半意识的口腔习惯有关，例如咬脸颊、咬甲癖、心不在焉地咀嚼钢笔或铅笔或吐舌（舌头用力顶着门牙）。
有证据表明，睡眠磨牙症是由与中枢神经系统相关的机制引起的，包括睡眠觉醒和神经递质异常。这些因素的背后可能是心理社会因素，包括破坏平静睡眠的白天压力。睡眠磨牙症的主要特征是“有节奏的咀嚼肌活动”（RMMA），频率约为每秒一次，偶尔也会磨牙。已经表明，大多数 (86%) 的睡眠磨牙症发作发生在睡眠觉醒期间。一项研究报告称，对睡眠磨牙症患者通过感官刺激实验诱导的睡眠唤醒引发了睡眠磨牙症的发作。睡眠唤醒是睡眠阶段深度的突然变化，也可能伴随心率增加、呼吸变化和肌肉活动，如腿部运动。初步报告表明，睡眠磨牙症的发作可能伴有胃食管反流、食管 pH 值（酸度）降低、吞咽和唾液流量减少。另一份报告表明，睡眠磨牙症发作与仰卧睡姿（面朝上躺着）之间存在联系。
中枢神经系统中多巴胺能系统的紊乱也被认为与磨牙症的病因有关。这方面的证据来自对改变多巴胺释放的药物（如左旋多巴、苯丙胺或尼古丁）的调节作用的观察。尼古丁刺激多巴胺的释放，这被认为可以解释为什么与非吸烟者相比，吸烟者的磨牙症发病率是非吸烟者的两倍。

### 心理社会因素
许多研究报告了磨牙症的显著心理社会风险因素，特别是压力大的生活方式。此类证据越来越多，但仍然没有定论。有些人认为情绪压力和焦虑是主要的触发因素。据报道，与没有磨牙症的人相比，有磨牙症的人对抑郁、敌意和压力的反应不同。压力与清醒磨牙症有更强的关系，但压力在睡眠磨牙症中的作用不太清楚，有些研究显示没有证据表明与睡眠磨牙症有关。然而，与其他儿童相比，患有睡眠磨牙症的儿童的焦虑程度更高。50岁的磨牙症患者更可能是单身且受教育程度较高。也可能涉及与工作相关的压力和不规律的工作轮班。在有关磨牙症原因的出版物中，人格特征也经常被讨论，例如：好斗、好胜或多动的人格类型。有人认为，压抑的愤怒或沮丧会导致磨牙症。压力时期，如考试、丧亲之痛、结婚、离婚或搬迁，已被认为会加剧磨牙症。觉醒磨牙症通常发生在专注期间，例如在电脑前工作、开车或阅读时。动物研究还表明磨牙症和社会心理因素之间存在联系。Rosales et al.在实验中电击了实验室老鼠，让其他老鼠观看，发现观看表现出了高水平的类似于磨牙的肌肉活动。他们提出，目睹其他老鼠电击的老鼠可能处于情绪压力之下，这可能导致了类似磨牙症的行为。

### 遗传因素
一些研究表明，睡眠磨牙症可能存在一定程度的遗传易感性。21-50%的睡眠磨牙症患者的直系家庭成员在儿童时期患有睡眠磨牙症，这表明此症涉及遗传因素，尽管尚未找到遗传标记。而非睡眠磨牙症者的后代，患有睡眠磨牙症者的后代比没有磨牙症者的后代或患有清醒磨牙症者的后代更可能患睡眠磨牙症。

### 药物和毒品
有些人认为某些刺激性药物，包括处方药和毒品会引起磨牙症，然而其他人认为没有足够的证据得出这样的结论。例子可能包括多巴胺激动剂、多巴胺拮抗剂、三环类抗抑郁药、选择性5-羟色胺再摄取抑制剂、乙醇、可卡因和苯丙胺（包含用于治疗目的的）。在一些报道的病例中，认为磨牙症是由选择性5-羟色胺再摄取抑制剂引发的，降低剂量可以解决副作用。其他消息来源指出，关于导致磨牙症的选择性5-羟色胺再摄取抑制剂的报告很少见，或者只有长期使用才可能发生。
具体例子有l-多巴（长期使用时，如在帕金森氏症中）、氟西汀、甲氧氯普胺、鋰、可卡因、文拉法辛、西酞普兰、氟伏沙明、二氧苯丙胺甲撑二氧苯丙胺（MDA）、哌甲酯（用于注意力不足過動症）和Γ-羟基丁酸以及类似的Γ-氨基丁酸诱导类似物如菲尼布特。过度食用咖啡因（咖啡、茶或巧克力含有）也可加剧磨牙症。据报道，磨牙症也常与成瘾症共病。据报道，毒品摇头丸与磨牙症有关，服用后立即发生并持续数天。因服用摇头丸磨牙的人比非此种原因磨牙的人的牙齿磨损常常要严重得多。

### 咬合因素
咬合被最简单地定义为“牙齿之间的接触”，是牙齿在咬合和咀嚼过程中的相遇。咬合不正是一个医学术语，指的是上颌牙齿相对于下颌牙齿的位置不理想，不论上颌与下颌的比例理想还是存在差异时，都可能发生这种情况。相对于下颌。因为普遍会出现某种程度的咬合不正，以至于“理想咬合”的概念受到质疑，它可以被认为是“正常到异常”。咬合干扰可能是指干扰正常咬合路径的问题，通常用于描述单个牙齿或一组牙齿的位置或形状的局部问题。过早接触是指咬合的一部分比其他部分更早，这意味着其余的牙齿稍后会合或保持张开，例如，形状略有不同的牙齿（例如牙冠）上的新牙齿修复体或位置到原始牙齿可能会在咬合中过早接触。偏转接触/干涉是对咬合的干扰，改变咬合的正常路径。偏斜干扰的一个常见例子是上智齿过度萌出，通常是因为下智齿已被拔除或被阻生。在这个例子中，当下颌合拢时，下后牙在其他牙齿之前接触突出的上智齿，下颌必须向前移动，让其余的牙齿相遇。过早接触和偏转干扰之间的区别在于后者意味着咬合的活动异常。
过去许多人认为咬合问题是磨牙症的唯一原因。经常有人声称，一个人会下意识地、本能地尝试在干扰区域磨合，以消除干扰并“自我平衡”他们的阻塞。然而，咬合干扰非常普遍，通常不会引起任何问题。目前尚不清楚磨牙症患者是否因为咬牙习惯而倾向于注意到咬合问题，或者这些是否是病情发展的致病因素。特别是在睡眠磨牙症中，没有证据表明消除咬合干扰对病情有任何影响。完全没有牙齿的人戴假牙仍然会患磨牙症，尽管假牙也经常改变原来的咬合。大多数现代资料表明，磨牙症和咬合因素之间没有关系，或至多是最小的关系。一项使用自我报告的磨牙（而不是临床检查来检测磨牙症）数据的研究的结果表明，咬合因素与儿童磨牙症之间可能存在更多关系。然而，由于证据不足和研究设计存在问题，咬合因素在磨牙症中的作用不能完全排除。少数研究人员继续声称，可通过对咬合机制的各种调整治疗磨牙症。

### 可能的相关
磨牙症与其他疾病（通常是神经系统或精神疾病）之间的几种关联很少被报道，各有不同程度的证据（通常以病例报告的形式）。例子包括：
- 粉紅症[9]
- 非典型面痛[27]
- 自閉症[10]
- 腦性麻痺[4][8]
- 睡眠形态紊乱和其他睡眠障碍，如阻塞性睡眠呼吸暂停[23]、鼻鼾[23]、中等日间昏睡[需要可靠醫學來源]和失眠[12]
- 唐氏综合征[4]
- 运动障碍[7]
- 癫痫[23]
- 咽鼓管功能障碍[需要可靠醫學來源]
- 基底核梗塞[23]
- 智能障礙，尤其是儿童的[27]
- 亚急性坏死性脑脊髓病[23]
- 流行性脑膜炎[23]
- 多发性系统退化症[23]
- 嘴及下颔肌张力异常症[31]
- 帕金森氏症[20] （可能是由于长时间引起l-多巴的多巴胺功能障碍导致）[10]
- 蕾特氏症[7]
- 下颌圆枕[9]和颊骨软骨瘤[32]
- 創傷[23]，如腦損傷或昏迷[10]

## 诊断
早期诊断磨牙症是有利的，但也困难。早期诊断可以防止可能发生的损害和对生活质量的不利影响。磨牙症的诊断通常是在临床上做出的，主要基于患者的病史（例如磨削噪音的报告）和典型体征和症状的存在，包括牙齿松动、牙齿磨损、咬肌肥大、舌头上的凹痕, 牙齿过敏（可能被误诊为可逆性牙髓炎）、咀嚼肌肉疼痛以及颞下颌关节的滴答声或绞锁。问卷可用于在临床和研究情景下筛查磨牙症.。
对于与其他人住在同一个家庭的磨牙者，磨牙的诊断很简单：室友或家庭成员会告诉磨牙者该现象。独居的磨床者同样可以求助于声控录音机。另一方面，为了确认咬合状态，可以使用相应的设备。
有人开发了个体牙齿磨损指数，客观量化个人牙齿磨损的程度，而不受缺失牙齿数量的影响。磨牙症并不是牙齿磨损的唯一原因。牙齿磨损的另一个可能原因是酸蚀，这可能发生在饮用大量酸性液体（如浓缩果汁）的人身上，或者发生在经常呕吐或反胃酸的人身上，这本身可能因各种原因而发生。人们还表现出与正常功能相关的正常牙齿磨损水平。牙齿磨损的存在仅表明它在过去的某个时间点发生过，并不一定表明牙齿物质的损失正在持续。咬牙但不怎么磨牙的人也不会出现太多牙齿磨损。咬合夹板通常用于治疗磨牙症，但它们也可用于诊断，例如：夜间佩戴一定时间后，观察夹板有无磨损。
一般来说，睡眠磨牙症患者是由同睡的人告诉之后才寻求医疗或牙科建议的。睡眠磨牙症的诊断通常很简单，包括排除牙齿疾病、颞下颌关节疾病和癫痫症（例如癫痫）引起的有节奏的下颌运动。这通常涉及牙科检查，如果怀疑有癫痫症，可能做脑电图。多項生理睡眠檢查会显示睡眠期间咬肌和颞肌活动增加。多导睡眠描记术可能涉及脑电图、肌电图、心电图、气流监测和音视频记录。这样做有助于排除其他睡眠障碍；然而，由于使用睡眠实验室的费用很高，多导睡眠图主要与研究相关，而不是与磨牙症的常规临床诊断相关。
牙齿磨损可能会在常规牙科检查期间引起人们的注意。对于清醒的磨牙症，大多数人最初通常会否认咬牙和磨牙，因为他们没有意识到这种习惯。通常，该人可能会在第一次看病后不久再次看病，并报告说他们现在已经意识到这种习惯。
已经有人开发了多种设备，旨在客观地测量磨牙症活动，无论是肌肉活动还是咬合力。它们因在磨牙习惯中引入可能的变化而受到批评，无论是增加还是减少它，因此对自身磨牙活动的代表性很差。这些大多与研究相关，很少用于磨牙症的常规临床诊断。

### ICSD-R诊断标准
ICSD-R列出了睡眠磨牙症的诊断标准。最低标准包括以下两项：
- A. 睡眠时磨牙或咬牙的症状，以及
- B. 以下一项或多项：
  - 牙齿异常磨损
  - 磨的声音
  - 下巴肌肉不舒服

以下标准支持诊断：
- C. 多項生理睡眠檢查同时显示：
  - 睡眠时下颌肌肉的活动
  - 无相关癫痫活动
- D. 没有其他医学或精神障碍（如睡眠相关的癫痫，这可能会导致睡眠期间运动异常）。
- E. 存在其他睡眠障碍（例如阻塞性睡眠呼吸暂停综合征）。

### 定义的例子
中国古代使用“齘齒”表示磨牙。两千年前《说文解字》对“齘”字的解释为：“齒相切也。从齒介聲。”（详见历史）磨牙症的英文是“Bruxism”，来自希腊语单词（咬牙、磨牙），患者称为“bruxists”或“bruxers”，动作是“to brux”。并没有对磨牙症广泛接受的定义。定义的例子包括：
“磨牙症是一种重复性的下颌肌肉活动，其特征是咬牙或磨牙和/或通过支撑或挤压下颌骨。磨牙症有两种不同的昼夜节律表现：它可以发生在睡眠期间（表示为睡眠磨牙症）或清醒期间（表示为清醒磨牙症）。”
“所有形式的磨牙症都需要上下牙齿的咬合面之间的强力接触。在磨和敲击时，这种接触包括下颌运动，发出令人不快的声音，这通常会唤醒熟睡的伴侣，甚至是睡在相邻房间的人。另一方面，咬紧（或夹紧）涉及听不见的、持续的、有力的牙齿接触，不伴有下颌运动。”
“一种咀嚼系统的运动障碍，其特征是在睡眠和清醒时磨牙和咬牙。”
“由于咬肌和颞肌的重复、无意识收缩，下颌和上颌牙齿的非功能性接触导致牙齿研磨、上下挤压运动或紧咬。”
“异常磨牙或口腔习惯，包括无意识的有节奏或痉挛性的异常咬牙或磨牙，而不是下颌骨的咀嚼运动，这可能导致咬合创伤。”
“定期重复地咬牙或有节奏地用力磨牙。”

### 按时间分类
|                    | 睡眠磨牙症                     | 觉醒磨牙症                             |
| 发生时间           | 睡眠时，主要是在睡眠觉醒期间   | 清醒时                                 |
| 时间-强度关系      | 醒来时疼痛最严重，然后慢慢好转 | 疼痛一整天都在恶化，醒来时可能不会出现 |
| 噪音               | 普遍存在                       | 很少存在                               |
| 活动               | 咬牙、磨牙                     | 通常咬牙，有时咬牙并磨牙               |
| 与压力的关系       | 不清楚，关系的证据很少         | 有力证据，但不是结论性的               |
| 患病率（一般人群） | 9.7–15.9%                      | 22.1–31%                               |
| 性别分布           | 性别分布均等                   | 女性居多                               |
| 遗传性             | 一些证据                       | 未知                                   |

磨牙症可以根据异常活动发生的时间细分为睡眠磨牙症或觉醒磨牙症。这是使用最广泛的分类，因为睡眠磨牙症与觉醒磨牙症的病因通常不同，尽管对牙齿状况的影响可能相同。治疗通常还取决于磨牙症是发生在睡眠期间还是清醒时，例如，对于仅在清醒时磨牙的人来说，在睡眠期间佩戴咬合夹板可能没有任何益处。有些人甚至认为睡眠磨牙症是一种完全不同的疾病，与清醒磨牙症无关。觉醒磨牙症有时缩写为AB，也称为“日间磨牙症”，DB或“白天磨牙症”。睡眠磨牙症有时缩写为SB，也称为“睡眠相关磨牙症”，“夜间磨牙症”。根据国际睡眠障碍分类修订版（ICSD-R），术语“睡眠磨牙症”是最合适的，因为这种类型发生在睡眠期间，而不是与一天中的特定时间相关联，即如果一个人患有睡眠磨牙症是白天睡觉，晚上保持清醒，那么这种情况不会发生在夜间，而是在白天发生。ICDS-R 将睡眠磨牙症定义为“一种以睡眠时磨牙或咬牙为特征的刻板运动障碍”，将其归类为異睡症。然而，第二版 (ICSD-2) 将磨牙症重新归类为“与睡眠相关的运动障碍”而不是異睡症。

### 按原因分类
如果磨牙症与任何其他医疗状况无关，也可分为原发性磨牙症（也称为“病因不明磨牙症”）和继发性磨牙症。继发性磨牙症包括医源病原因，例如处方药的副作用。另一个参考资料将磨牙症的原因分为三组，即中枢或病理生理因素、心理社会因素和外围因素。世界卫生组织《国际疾病分类》第10版没有“磨牙症”的条目，而是将“磨牙症”列在身心性疾病之下。将磨牙症描述为纯粹的躯体形式障碍并不能反映现代主流观点（参见原因病因）。

### 按严重程度分类
ICSD-R描述了三种不同严重程度的睡眠磨牙症。轻度：并非每晚发生，没有牙齿损伤或心理社会障碍；中度：每晚发生，心理社会功能轻度受损；中度：每晚发生，牙齿受损、颞下颌关节紊乱和其他身体损伤，以及严重的社会心理障碍。

### 按持续时间分类
ICSD-R还根据病情存在的持续时间描述了三种不同类型的睡眠磨牙症。急性：持续时间不到一周；亚急性，持续一周以上不到一个月；慢性的，持续一个月以上。

## 治疗
磨牙症的治疗围绕修复已经发生的牙齿损伤，并且通过一种或多种的方法试图防止进一步的损伤和控制症状，但没有被广泛接受的最佳治疗方法。由于磨牙症不会危及生命，并且几乎没有证据表明任何治疗的有效性，建议仅使用可逆且发病风险低的保守治疗。在清醒和睡眠磨牙症中描述的主要治疗方法如下所述。

### 牙齿治疗
如果磨牙症严重，会导致严重的牙齿磨损，有时会使牙齿修复体（牙冠、填充物等）损坏或丢失，有时会反复出现。因此，大多数牙医更愿意让磨牙症患者的牙科治疗非常简单，并且只在必要时进行，因为从长远来看，任何牙科工作都可能失败。植牙、牙冠和复杂牙桥在磨牙症患者中相对禁忌。对于牙冠，修复体的强度变得更加重要，有时以美观为代价，如全覆盖金牙冠具有一定程度的柔韧性，也涉及较少去除（因此较少削弱）下面的天然牙齿，可能比其他主要是为了美观而不是耐久性为目的的牙冠更合适。门牙上的瓷贴面特别容易损坏，有时牙冠会因咬合磨损而穿孔。

### 牙套和咬合夹板
用于治疗磨牙症的咬合夹板（也称为牙科护具）通常由牙医和牙科专家开具处方使用。使用它们的支持者声称有很多好处，但是当在对此问题的证据进行批判性地系统性综述时，没有足够的证据表明咬合夹板对睡眠磨牙症有效。此外，咬合夹板可能对清醒磨牙症无效，因为它们往往只在睡眠时佩戴。然而，咬合夹板在减少可能伴随磨牙症的牙齿磨损方面可能有一些好处，但是是通过机械保护牙齿而不是减少磨牙活动本身。在少数情况下，咬合夹板可能会使睡眠磨牙症变得更糟。一些患者会带有磨损孔的夹板复诊，要么是因为磨牙症加重，要么不受夹板存在的影响。当齿对齿可以通过夹板中的孔进行接触时，它不能提供防止牙齿磨损的保护，需要更换。
根据适合部分或全部牙齿，咬合夹板分为部分或全覆盖夹板。它们通常由塑料（例如丙烯酸盐聚合物）制成，可以是硬的也可以是软的。下部器具可以单独佩戴，也可以与上部器具结合佩戴。通常，具有敏感呕吐反射的人对较低的夹板耐受度较强。佩戴夹板的另一个问题可能是刺激唾液流动，因此一些人建议在睡前 30 分钟左右开始佩戴夹板，以免导致入睡困难。作为对磨牙症中过敏牙齿的附加措施，最初使用时，可以在夹板内使用脱敏牙膏（例如含有氯化锶），使材料整夜与牙齿接触。这可以持续到牙齿只有正常水平的敏感性，但应该记住，对热刺激的敏感性也是牙髓炎的症状，并且可能表明存在蛀牙而不仅仅是牙齿过敏。
夹板还可以通过允许上下颌易于相对于彼此移动来减少肌肉拉伤。治疗目标包括：限制磨牙模式以避免损伤颞下颌关节；通过最小化牙齿位置的逐渐变化来稳定咬合，防止牙齿损伤，并通过检查夹板表面的标记揭示磨牙症的程度和模式。牙套通常需要长期每晚睡眠期间佩戴。然而，用于此目的的咬合夹板（牙科护具）的一个荟萃分析得出结论“没有足够的证据表明咬合夹板对治疗睡眠磨牙症有效。”
重新定位夹板旨在改变患者的咬合或咬合。这种装置的功效存在争议。一些作者提出，长期使用护齿器和重新定位夹板会导致不可逆转的并发症。使用这些类型的设备进行的随机对照试验通常没有显示出优于其他疗法的益处。另一种部分夹板是NTI-tss咬合板。该夹板仅卡在门牙上。从理论上讲，主要是通过降低咬合力来防止组织损伤，这种咬合力试图将颌正常闭合，使下门牙向前扭转。目的是让大脑将神经感觉解释为不受欢迎的，自动和下意识地减少咬紧力。然而，NTI-TSS装置可能会用作Dahl矫治器，使后牙脱离咬合并导致其过度萌出，使咬合紊乱（即可能导致牙齿移动位置）。如果设备佩戴时间过长，则更有可能出现这种情况，这就是为什么NTI类型的设备仅设计用于夜间使用，并建议进行持续跟进治疗的原因。
止鼾器（通常用于治疗睡眠性睡眠呼吸暂停）可以减少睡眠磨牙症，尽管它的使用可能与不适有关。
在銳舞中，据报道，使用毒品摇头丸会导致磨牙症。服用摇头丸的人跳舞时通常会使用安抚奶嘴、棒棒糖或口香糖减少对牙齿的伤害并防止下颌疼痛。磨牙症被认为是“冰毒口”的促成因素之一，这种情况可能与长期使用甲基丙胺有关。

### 社会心理干预
鉴于清醒磨牙症和社会心理因素之间的强关联（睡眠磨牙症和心理社会因素之间的关系尚不清楚），心理社会干预的作用可能被认为是控制的关键。因此，最简单形式的治疗是安慰患者：磨牙症并不是严重的疾病，这可能会减轻压力。
临床医生应提供睡眠卫生教育，并对磨牙症（定义、原因和治疗方案）进行清晰而简短的解释。尚未发现放松和减压可以减轻磨牙症症状，但可以给患者带来幸福感。一项研究报告了催眠治疗后，磨牙和肌电活动减少。
其他干预措施包括放松技巧、压力管理、行为矫正、习惯逆转和催眠（自我催眠或接受催眠治疗师地治疗）。一些人推荐使用认知行为疗法来治疗磨牙症。在许多情况下，可以通过使用提醒地手段来减少清醒磨牙症。结合方法表，这也有助于评估磨牙症在哪些情况下最普遍。

### 药物治疗
许多不同的药物被用于治疗磨牙症，包括苯二氮䓬类、抗惊厥药、Β受体阻滞剂、多巴胺剂、抗抑郁药、 肌肉鬆弛劑等。然而，几乎没有证据表明它们各自的功效、相对的功效和相对于安慰劑的功效。一项系统性综述调查了2014年发表的睡眠磨牙症药物治疗的证据（药物疗法），发现“关于药物疗法对治疗睡眠磨牙症的有效性的证据不足。”
治疗睡眠磨牙症的具体药物有氯硝西泮、l-多巴、阿米替林、溴隱亭、培高利特、可乐定、普萘洛尔和色氨酸，有的没有效果，有的初步效果不错；然而，有人建议在提出任何基于证据的临床建议之前需要进一步的安全测试。当磨牙症与治疗抑郁症时使用选择性5-羟色胺再摄取抑制剂有关时，已有报道添加丁螺環酮可解决副作用。也有人认为，对于磨牙症患者，三环类抗抑郁药优于选择性5-羟色胺再摄取抑制剂，并且可能有助于缓解疼痛。

### 肉毒杆菌毒素
肉毒桿菌毒素 (BoNT) 被用作治疗磨牙症。然而，只有一个随机对照试验报告说肉毒毒素可以减轻肌筋膜疼痛症状。这项科学研究是基于30名磨牙症患者接受BoNT注射到咀嚼肌中，而对照组的磨牙症患者接受了安慰劑注射治疗。通常需要对更大的队列进行多次试验才能对治疗的疗效下任何明确的结论。 2013年，一项进一步的随机对照试验开始研究BoNT治疗磨牙症。关于这种磨牙症治疗的安全性和长期随访的信息也很少。
肉毒杆菌毒素通过抑制神经肌肉接头处的神经胆碱释放引起肌肉麻痹/萎縮。BoNT注射用于治疗磨牙症，其理论是毒素的稀释溶液会使肌肉部分麻痹，并降低肌肉用力咬合和磨削下颌的能力，同时旨在保留足够的肌肉功能以进行正常的活动，如说话和进食。这种治疗通常包括对咬肌和颞肌进行五到六次注射，很少注射到翼外肌（考虑到可能降低吞咽能力的风险），每侧注射几分钟。第二天效果可能会很明显，它们可能会持续大约三个月。偶尔，可能会发生不良反应，例如瘀伤，但这种情况非常罕见。所用毒素的剂量因人而异，咀嚼肌肉较强的人可能需要更高的剂量。随着暂时性和部分性肌肉麻痹，可能会出现废用性萎缩，这意味着下一步所需的剂量可能会更小，或者效果持续的时间长度可能会增加。

### 生物反馈
生物反馈是指通过过程或设备让人意识到并改变生理活动，以改善健康。虽然生物反馈的证据尚未针对清醒磨牙症进行测试，但最近有证据表明生物反馈在小对照组夜间磨牙症的管理中有效。相关肌肉群的肌电图监测设备在咬牙和磨牙期间与自动响铃相关联，已为治疗清醒磨牙症开处方使用。也有研究描述了在睡眠磨牙症中，施加带有胶囊的牙科器具，当施加足够的力时会破裂并释放刺激味觉的东西，这会将人从睡眠中唤醒以防止磨牙症发作。 “尚未进行大规模、双盲、实验来证实这种方法的有效性。”

### 咬合调整/重组
作为简单地被动修复牙齿损伤并符合现有咬合方案的替代方案，有时一些牙医会尝试重新组织咬合，相信这可以重新分配力量并减少对牙列造成的损伤量。有时被称为“咬合康复”或“咬合平衡”，这可能是一个复杂的程序，这些技术的支持者在所涉及的大多数方面存在很大分歧，包括适应症和目标。它可能涉及齒顎矯正學、修复牙科甚至是正顎手術。一些人批评这些咬合重组没有证据基础，并且会在已经由磨牙症造成的损害基础上再对牙列造成不可逆转的损害。

## 流行病学
报告的磨牙症流行病学数据存在很大差异，这主要是由于这些研究的定义、诊断和研究方法不同。例如一些研究使用自我报告的磨牙症作为磨牙症的衡量标准，并且由于许多磨牙症患者不了解他们的习惯，因此自我报告的磨牙和咬牙习惯可能无法衡量真实患病率。 
ICSD-R指出，85-90%的普通人群在他们一生中的某个阶段存在一定程度的磨牙行为，尽管只有5%会发展为临床状况。一些研究报告称，清醒磨牙症对女性的影响比男性更常见，而男性和女性受到睡眠磨牙症的影响相同。
据报道，在儿童与成人中，磨牙症一样常见。睡眠磨牙症可能早在出生后的第一年就发生——在第一颗牙齿（乳门牙）长出口腔后，儿童的总体患病率约为 14-20%。ICSD-R 指出，超过50%的正常婴儿可能会出现睡眠磨牙症。睡眠磨牙症通常发生在青春期，在18至29岁的人群中的患病率约为13%。据报道，成年人的总体患病率为8%，60岁以上的人患病的可能性较小，患病率降至3%左右。
2013年对磨牙症流行病学报告的系统性综述得出结论，清醒磨牙症的患病率约为22.1-31%，睡眠磨牙症的患病率约为9.7-15.9%，而磨牙症的总体患病率约为8-31.4%。该综述还得出结论，总体而言，磨牙症对男性和女性的影响相同，对老年人的影响较少。

## 历史
两千年前，东汉許慎《说文解字》有对“齘”字的记载：“齒相切也。从齒介聲。”
610年，巢元方等著《巢氏諸病源候總論》对齘齒候的记载如下：“齘齒者，是睡眠而相磨切也。此由血氣虚，風邪客於牙車筋脉之間，故因睡眠氣息喘而邪動，引其筋脉，故上下齒相磨切有聲，謂之齘齒。”
978年，北宋王懷隱等奉敕編纂的《太平聖惠方》记载有《治齘齒諸方》，对齘齒解释为“夫齘齒者，是睡中而齒相切也，皆由血氣虛，風邪客於牙車筋脈之間，故因喘息，而風邪動引其筋脈，故上下齒相切也。”并附有三个药方：
治睡中齘齒，宜服羌活散方
羌活 地骨皮 防風 去蘆頭 酸棗仁 蔓荊子 杏仁 湯浸去皮尖以上各一兩 生地黃 三兩
右件藥，擣篩爲散，每用半兩，以水一大盞，酒一盞，煎至一盞，去滓，食後溫服。
治風邪客於牙車，睡中齘齒，升麻散
川升麻 一兩 當歸 半兩 防風 半兩去蘆頭 藁本 半兩 杏仁 一分湯浸去皮尖雙仁麩炒微黃 酸棗仁 一分 細辛 一分 白芷 一分 芎藭 一分
右件藥，擣細羅爲散，每用一錢，以綿裹，常含嚥津。
治睡中齘齒方

右密取患人臥薦下塵一捻，納口中，勿令知之，即止。
近代西方对磨牙症的研究是一百多年前开始的。1907年玛丽·皮特凯维奇创造了法语“La bruxomanie”（磨牙癖）一词。1931年，弗罗曼将此症英文名定名为“bruxism”（磨牙症）。最近的医学出版物有时会使用“bruxomania”（磨牙癖）一词特指清醒时发生的磨牙症；然而，这个术语可以被认为是历史性的，现代的用语是“awake bruxism”（清醒磨牙症）或“diurnal bruxism”（昼夜磨牙症）。对磨牙症的研究类型随着时间的推移而发生了变化。总体而言，1966年至2007年间，发表的大部分研究都集中在咬合调整和口腔夹板上。研究中的行为方法从1966-86年期间超过60%的出版物下降到1997-2007年期间的约10%。在1960年代，一位名叫Sigurd Peder Ramfjord的牙周病学家支持咬合因素导致磨牙症的理论。几代的牙医在当时关于咬合的著名教科书中接受了这种观念的教育，但是消除咬合干扰的治疗仍然不能令人满意。很多牙医仍然认为认为咬合和磨牙症密切相关，但是大多数研究人员现在反对将咬合不正作为主要病因，支持磨牙症多因素的生物心理社会模型。

## 社会与文化
人类和其他动物通常会通过咬牙表示愤怒、敌意或沮丧。人们认为，在人类中，咬牙可能是一种将牙齿作为武器展示的进化本能，目的是威胁对手或捕食者。“咬牙切齿”或英语“to grit one's teeth”用于表示愤怒地磨牙或咬牙或接受困难或不愉快的情况并以坚定的方式处理它。
《圣经》《旧约》和《新约》都多次提到“切齿”，其中“哀号和切齿”一词描述了一个想象中的国王认为在他儿子的婚礼场地外面的黑暗中正在发生的事情。(Template:Biblesource)
中国谚语将咬牙与社会心理学因素联系在一起：“男孩咬牙，恨家不起；女孩咬牙，恨妈不死。”
在大卫·林奇1977年电影《橡皮头》中，亨利·斯宾塞的搭档（“玛丽X”）在睡梦中辗转反侧，下巴猛烈地咬在一起，发出很大的噪音，描绘了睡眠磨牙症。在斯蒂芬·金1988年的小说《敲门砖》中，主角芭比·安德森的妹妹也有磨牙症。在2000年的电影《迷上瘾》中，莎拉·戈德法伯一角色（艾伦·鲍丝汀饰）开始服用安非他明类减肥药，患上了磨牙症。在2005年改编自盎格鲁撒克逊诗歌《貝奧武夫》的现代电影《贝奥武夫与怪兽格兰戴尔》中，女巫塞尔玛告诉贝奥武夫巨魔的名字Grendel的意思是“磨牙者”，并说“他有恶梦”，这可能暗指格伦德尔在孩提时目睹了父亲在赫罗斯加国王之手下的惨死。Geats（猎杀巨魔的战士）则将这个名字翻译为“男人的骨头研磨机”来妖魔化他们的猎物。在喬治·R·R·馬丁的《冰與火之歌》系列中，史坦尼斯·拜拉席恩国王经常磨牙，声音大到可以在“半个城堡外”听到。